# Rua do Sol a Santana
A Rua do Sol a Santana fica situada na freguesia de Arroios, em Lisboa, Portugal. A rua liga a Rua Manuel Bento de Sousa e o Largo do Mastro, passando ao lado e dando acesso por um lance de escadas ao Campo dos Mártires da Pátria.
Originalmente chamada apenas de "Rua do Sol", passa a designar-se Rua do Sol a Santana por edital do Governo Civil de 1 de Setembro de 1859, de modo a distingui-la das outras Ruas do Sol na cidade (nomeadamente, Rua do Sol a Chelas, Rua do Sol à Graça, Rua do Sol a Santa Catarina, Rua do Sol ao Rato).
Foi imortalizada num poema homónimo da autoria de Ruy Belo, e faz ainda uma breve aparição nas cenas iniciais no clássico do cinema português A Canção de Lisboa.